# Le Vilhain
Le Vilhain – miejscowość i gmina we Francji, w regionie Owernia-Rodan-Alpy, w departamencie Allier.

## Demografia
Według danych na rok 1990 gminę zamieszkiwało 289 osób, a gęstość zaludnienia wynosiła 11 osób/km². W styczniu 2015 r. Le Vilhain zamieszkiwały 272 osoby, przy gęstości zaludnienia wynoszącej 10,4 osób/km².